# Buno-Bonnevaux
Buno-Bonnevaux is een gemeente in het Franse departement Essonne (regio Île-de-France) en telt 518 inwoners (1999). De plaats maakt deel uit van het arrondissement Évry.

## Geografie
De oppervlakte van Buno-Bonnevaux bedraagt 15,9 km², de bevolkingsdichtheid is 32,6 inwoners per km².
De onderstaande kaart toont de ligging van Buno-Bonnevaux met de belangrijkste infrastructuur en aangrenzende gemeenten.

## Demografie
Onderstaande figuur toont het verloop van het inwonertal (bron: INSEE-tellingen).